# Perrey Reeves
Perrey Reeves, född 30 november 1970 i New York i New York i USA, är en amerikansk skådespelerska. Hon är känd från HBO-serien Entourage, och var även med i filmen Den onda dockan 3.

## Filmografi, i urval
- 1990 21 Jump Street  ett avsnitt
- 1991 – Den onda dockan 3
- 1991 - Dr Howser 2 avsnitt
- 1992 - Kärlekens vindar 3 avsnitt
- 1994 - Arkiv X 1 avsnitt
- 1994 - Mord och inga visor 1 avsnitt
- 1995 - Den äventyrliga flykten Tv-film
- 1999 – The Suburbans
- 2001 - Off Centre 1 avsnitt
- 2003 – CSI: Crime Scene Investigation (TV-serie) 1 avsnitt
- 2003 – Old School
- 2003 – CSI: Miami (TV-serie) 1 avsnitt
- 2004 – Entourage 2004–2011
- 2005 – Mr. & Mrs. Smith
- 2005 – Medium (TV-serie) 1 avsnitt
- 2006 – American Dreamz
- 2009 – Grey's Anatomy (TV-serie) 1 avsnitt
- 2009 – Rules of Engagement (TV-serie) 1 avsnitt
- 2009 – Ghost Whisperer (TV-serie) 1 avsnitt
- 2009 – Castle (TV-serie)
- 2010 – Private Practice (TV-serie)
- 2011 – Hawaii Five-0 (TV-serie)
- 2012 – NCIS (TV-serie)
- 2012 – White Collar (TV-serie)
- Entourage blir film senare